# رم (مجارستان)
رِم (به مجاری:  Rém) یک منطقهٔ مسکونی در مجارستان است که در ناحیه یانوش‌هالما واقع شده‌است. رم ۳۹٫۹۳ کیلومتر مربع مساحت و ۱٬۴۳۲ نفر جمعیت دارد.